# شرکت فولاد خوزستان
شرکت فولاد خوزستان، شرکت فولادسازی ایرانی واقع در کلانشهر اهواز است که هم‌اکنون دومین تولیدکننده فولاد خام در ایران پس از شرکت فولاد مبارکه اصفهان به حساب می‌آید. کارخانه این شرکت با وسعت ۸٫۳ کیلومتر مربع، در مجاورت شهر اهواز (کیلومتر۱۰جاده اهواز بندرامام خمینی) واقع شده است و دفتر مرکزی آن نیز در اهواز قرار دارد.

## تاریخچه
شرکت فولاد خوزستان در سال ۱۲ فروردین ۱۳۴۶ به‌عنوان نخستین مجتمع تولید آهن و فولاد به روش احیاء مستقیم و کوره قوس الکتریکی در ایران، راه‌اندازی شد اما افتتاح آن در سال ۱۳۶۸ توسط علی خامنه‌ای (رئیس‌جمهور وقت) انجام گرفت.
فولاد خوزستان به‌همراه هپکو، شرکت سهامی کارخانجات نورد اهواز، کارخانه‌های نورد شاهین، نورد شهداد، نورد شاهرخ، مجتمع صنایع فلزی خوزستان، کارخانه شهباز و بسیاری از معادن ایران مانند معدن مس سرچشمه، پیش‌از انقلاب اسلامی، متعلق به براداران رضایی بودند که پس از انقلاب نخست مصادره شده و سپس در اختیار دولت قرار گرفتند.

## مأموریت و چشم‌انداز
در نقشه استراتژی گروه فولاد خوزستان سال ۱۳۹۸ تا ۱۴۰۰ به مأموریت و چشم‌انداز (افق ۱۴۰۴) اشاره شده است. در بخش مأموریت آورده شده که ایفای نقش محوری در توسعه صنعتی و اقتصادی ایران و بهبود کیفیت زندگی از جمله ماموریت‌های سازمانی این شرکت است. همچنین برای افق ۱۴۰۱ درج شده است که یکی از بزرگ‌ترین شرکت‌های فولادی یکپارچه در ایران و منطقه از اهدافِ چشم‌اندازِ مطرح شده برای این شرکت است.

## محصولات
شرکت فولاد خوزستان سه محصول را تولید می‌کند.

#### بیلت
بیلت یا شمشال از فرآورده‌های میانی نورد فولاد است که سطح مقطع آن کوچک‌تر از ۲۳۰ سانتیمتر مربع است. سطح مقطع این محصول، دایره یا مربع با عرض کمتر از ۱۵ سانتیمتر است. از شمشال بیشتر برای تولید میلگرد و سیم استفاده می‌شود.

#### اسلب
اسلب محصول میان خطی و نیمه نهایی فولاد است که از فرایند نورد شمش یا فرایند ریخته‌گری پیوسته حاصل می‌شود. سطح مقطع اسلب‌ها برخلاف شمشه و شمشال مربعی نیست بلکه مستطیلی بوده و به عنوان ماده اولیه برای ساخت محصولات نورد تخت از جمله کویل و ورق نورد گرم، استفاده می‌شود. برای تولید ورق، ضخامت شمش اسلب به واسطه غلتک‌های مخصوص کاهش یافته و به صورت ورق بدست خواهد آمد.

#### بلوم
شمش بلوم یا شمشه از انواع شمش فولادی است که عرض آن بیش از ۱۵ سانتی‌متر و سطح مقطع بیشتر از ۲۳ سانتی‌متر مربع است. عمده مصرف شمش بلوم برای ساخت ریل، سپری، ناودانی، قوطی، تیرآهن و غیره می‌باشد. زمانی که فولاد خالص از مواد اولیه خارج می‌شود، وارد قالب‌های شمش بلوم یا بلوم می‌شوند.

## سهامداران
شرکت گروه توسعه اقتصادی پایندگان، شرکت‌های استانی سرمایه‌گذاری سهام عدالت، شرکت سرمایه‌گذاری آتیه صبا، شرکت سرمایه‌گذاری سامان مجد و شرکت سرمایه‌گذاری ملی ایران سهامی عام از سهامدارانِ تشکیل دهندهٔ شرکت فولاد خوزستان هستند.

## فرایند تولید
فرایند تولید در شرکت فولاد خوزستان در سه واحد اصلی برای عرضه محصولات میانی و نهایی تشکیل شده است.

#### کارخانجات گندله سازی
این کارخانجات شامل دو مدول گندله سازی، هر یک به ظرفیت اسمی ۳/۲میلیون تن گندله در سال است. در این کارخانجات سالانه بالغ بر ۶ میلیون تن گندله سنگ آهن از پودر تغلیظ شده تولید می‌شود.

#### کارخانجات احیاء مستقیم
در این بخش گندله‌های سنگ آهن به آهن اسفنجی یا به عبارتی آهن احیاء مستقیم تبدیل می‌شوند. سه مدول میدرکس با ظرفیت ۲/۲ میلیون تن و دو مدول زمزم با ظرفیت ۱/۸هزار تن در سال مشغول تولید هستند که روی هم رفته سالانه ۴ میلیون تن آهن اسفنجی تولید می‌کنند.
بخش فولاد سازی
در این بخش محصولات نهایی شرکت یعنی شمش ۱ و تختال ۲ از آهن اسفنجی تولید می‌شوند. بخش فولادسازی نیز متشکل از ۶ کوره قوس الکتریکی، چهار کوره پاتیلی، دو ماشین دوخطه ریخته‌گری تختال، سه ماشین ۶ خطه شمش و تأسیسات جمع‌آوری غبار فولادسازی است.

## مسئولیت‌های اجتماعی

#### باشگاه ورزشی فولاد خوزستان
احداث ورزشگاه ۲۵ هزار نفری در اهواز که دارای تجهیزات مدرن و کامل است. این ورزشگاه از سوی مسئولان فدراسیون فوتبال ایران به لحاظ کیفی در سطح A+ معرفی شد که بالاترین رده کیفی ورزشگاه‌های فوتبال است. حمایت و پشتیبانی از فعالیت‌های ورزشی با هزینهٔ بالغ بر ۲۱ میلیارد و ۵۰۰ میلیون ریال سرمایه‌گذاری انجام شده است. از دیگر اقدامات انجام‌گرفته در این زمینه می‌توان به آکادمی فوتبال فولاد اشاره کرد که امکان پذیرش و آموزش سالانه ۷۰۰ بازیکن را دارد. این شرکت با کشف و پرورش استعدادهای موجود در بین نونهالان، نوجوانان و جوانان در سطح استان خوزستان توانست آکادمی فوتبال فولاد را پی‌ریزی کند. این شرکت فولادی در حال حاضر با داشتن شش تیم در رده‌های نونهالان، نوجوانان، جوانان، امید، فولاد نوین (فولاد ب) و همچنین تیم اصلی خود یعنی تیم فولاد خوزستان توانست رشد چشمگیری در این زمینه داشته باشد.

#### محیط زیست
مسائل زیست‌محیطی از موارد چالشی در زمینهٔ صنعت فولاد است. پروژه بازچرخانی پساب صنعتی و پروژه توری باد برای نخستین بار در فولاد خوزستان اجرایی می‌شوند. پروژه بازچرخانی پساب با هدف بازیافت پساب صنعتی و کاهش برداشت آب خام از کارون صورت می‌گیرد.

#### تقاطع همسطح
اجرای تقاطع همسطح روبروی بازار آهن‌فروشان اهواز، در راستای ایفای مسئولیت‌های اجتماعی از سوی شرکت فولاد خوزستان انجام شد.

#### قلعه چنعان
تعریض جاده قلعه‌چنعان از محل صرفه‌جویی ارزی قطعات بومی‌سازی شدهٔ فولاد خوزستان.

#### کمربند سبز
شرکت فولاد خوزستان اقدام به احداث کمربند فضای سبز در درون و بیرون شرکت و نواحی اطراف با مساحتی بالغ بر ۵۰۰ هکتار کرده است.

## بومی‌سازی
تا ابتدای سال ۱۴۰۲ بیش از ۲۵ هزار قطعه در شرکت فولاد خوزستان بومی سازی شده است. در زمستان ۱۴۰۱ شرکت فولاد خوزستان طی مراسمی از ۱ هزار و۵۶۰ قطعه بومی‌سازی شده در سال‌های ۱۴۰۰ و ۱۴۰۱ تهیه شده بودند و دستگاه اندازه‌گیری میزان آهن کل و فلزی در آهن اسفنجی که برای اولین بار در جهان تولید می‌شود رونمایی کرد. این شرکت همچنین در همین راستا تا کنون سومین نمایشگاه تخصصی بومی‌سازی قطعات، تجهیزات و مواد مصرفی صنعت فولاد را برگزار کرده است.

## فعالیت‌های پژوهشی
مسئولانِ شرکت فولاد خوزستان اظهار کرده‌اند که این شرکت در راستای افزایش راندمان و به روز رسانیِ‌فعالیت‌ها رابطهٔ دوسویه با دانشگاه‌ها و مراکز علمی را برقرار می‌کند. به همین منظور نظرات دانشگاه‌ها و پژوهشگران، پس از بررسی در کمیته‌های فنی در بخش‌های تولیدی و در نهایت با پالایش نظرات، در صورتی که قابل اجرا باشند در شرکت فولاد خوزستان مورد استفاده قرار می‌گیرند. گفته می‌شود عمده‌ترین پژوهش‌های اخیر در راستای پروژه‌های زیست‌محیطی، تولید کاتالیست و تولید تجهیزات پیشرفته صنعت فولاد است. سالانه بین ۲۰ تا ۳۰ میلیارد ریال در این شرکت صرف تحقیقات و پژوهش می‌شود.

## واحدها
شرکت فولاد خوزستان دارای سه واحد مجزا به ترتیب زیر است.

### واحد گندله‌سازی
این واحد از دو مدول گندله سازی، هر یک به ظرفیت اسمی ۳/۲میلیون تن گندله در سال تشکیل شده است. سالانه بالغ بر ۶ میلیون تن گندله سنگ آهن از پودر تغلیظ شده تولید می‌شود.

### واحد احیای مستقیم
این واحد برای تبدیل گندله‌های سنگ آهن به آهن اسفنجی (آهن احیاء مستقیم) است. این واحد همچنین دارای سه واحد میدرکس، دو واحد زمزم۱ و زمزم۲ و زمزم۳ است. گفتنی است که واحدهای زمزم، در واقع با تلاش کارشناسان داخلی، بومی شده واحد میدرکس هستند.

### واحد ساخت فولاد
محصولات نهایی یعنی شمش فولادی (بلوم و بیلت) و تختال (اسلب) از آهن اسفنجی در این بخش تولید می‌شود. بخش فولادسازی از چهار کورهٔ پاتیلی، سه ماشین شش‌خطهٔ شمش، شش کورهٔ قوس الکتریکی، یک VD و دو ماشین دوخطهٔ ریخته‌گری تختال، و تاًسیسات جمع‌آوری غبار فولادسازی تشکیل شده است.

## تصفیه‌خانهٔ پساب‌های صنعتی
تصفیه‌خانهٔ فولاد خوزستان، از بزرگ‌ترین تصفیه‌خانه‌های پساب‌های صنعتی در سطح ایران است که از سال ۱۳۸۹ فعالیت خود را شروع کرد. این کارخانه خارج از فضای اصلی شرکت بوده است.

## نحوه فروش محصولات
طبق گزارش‌های شرکت فولاد خوزستان ظرفیت تولیدی این شرکت ۳٫۸ میلیون تن شمش در سال است که ۲ میلیون تن از آن به سایر کشورها صادر می‌شود و مابقی در داخل ایران به فروش می‌رسد. نرخ شمش فولاد خوزستان مبنای محاسبه قیمت‌ها در بورس کالا است و مبنای محاسبه شمش فخوز نیز عمدتاً نسبتی از نرخ شمش بیلت CIS است (بیش از ۹۰٪ نرخ بیلت CIS). اسلب (تختال) نیز با نرخی بیشتر نسبت به شمش بلوم و بیلت به فروش می‌رسد.

## شرکت‌های زیرمجموعهٔ «گروه فولاد خوزستان»

### گروه توسعهٔ فراگیر فولاد خوزستان
شرکت توسعه فراگیر فولاد خوزستان در تاریخ ۲۶ دی ماه ۱۳۹۲ با سرمایه ۱۰ میلیارد ریال به صورت سهامی خاص و با رویکرد انجام فعالیت در زمینه‌های بازرگانی به منظور تأمین مواد اولیه و کمکی تولید فولاد و همچنین صادرات محصولات شرکت فولاد خوزستان (به عنوان سهامدار عمده) تأسیس شد.

### صنعتی و معدنی توسعهٔ فراگیر سناباد
سیمیدکو یکی از شرکتهای تابعه هلدینگ فولاد خوزستان است که بر اساس سیاستها و در راستای اهداف و چشم‌انداز بلند مدت آن یکی از بزرگ‌ترین تولیدکنندگان کنسانتره و گندله آهن در ایران است.

### صنعت فولاد شادگان
شرکت صنعت فولاد شادگان جز یکی از تولیدکننده‌های انواع محصولات بلیت و شمش فولادی در ایران است. صنعت فولاد شادگان یکی از هشت طرح مهم فولاد ایران به‌شمار می‌رود که این شرکت در ۲ فاز در زمینی به مساحت ۲۵۶ هکتار ساخته و مشغول به تولید محصولات فولادی است. فاز اول شرکت صنعت فولاد شادگان با تولید سالانه ۸۰۰ هزار تن شمش فولادی شروع به فعالیت کرده و در مجموع ۸ هزار و ۸۰۰ میلیارد ریال اعتبار برای راه اندازی و تأسیس این مجموعه هزینه دربرداشته است.

### ایده‌پردازان صنعت فولاد
شرکت ایده‌پردازان صنعت فولاد از شرکت‌های تابعِ فولاد خوزستان است که مهم‌ترین فعالیت‌های این شرکت طراحی، ایجاد و نگهداری فضای سبز، طراحی و اجرای پروژه‌های مختلف عمرانی، فنی و مهندسی، تأمین نیروی متخصص، تأمین و فرآوری آهن قراضه، اجرای پروژه‌های حمل و نقل و تأمین ماشین آلات سبک و سنگین و تهیه، پخت و توزیع غذا در مقیاس صنعتی است.

### مهندسین مشاور پیشگامان فولاد جنوب
شرکت مهندسین مشاور پیشگامان فولاد جنوب در سال ۱۳۸۹ تأسیس شد و فعالیت خود را در زمینه مشاوره‌های عالی فنی مهندسی در صنعت فولاد شروع کرد.

### چند وجهی فولاد لجستیک
تابستان سال ۱۳۹۶ با توجه به خرید سهام گنجینه پردیس توسط گروه توسعه فراگیر فولاد خوزستان (سهامی عام) و تغییر ساختار هیئت مدیره، این شرکت از مسئولیت محدود به سهامی خاص تبدیل شد. در پاییز ۱۳۹۶ شرکت گنجینه از حمل و نقل جاده‌ای در داخل استان فراتر رفته و مأموریت مدیریت لجستیک فولاد خوزستان به این شرکت واگذار شد.

### نمایندگی بیمه تأمین آتیهٔ فراگیر
این شرکت با توجه به مأموریت خود نسبت به عرضه انواع خدمات بیمه‌ای رایج از جمله صدور بیمه نامه در کلیه رشته‌های بیمه‌ای، بهینه‌سازی بیمه نامه‌های موجود و ارائه مشاوره ریسک و خسارت به مجموعه شرکتهای گروه فولاد خوزستان به عنوان مشتری عمده و اصلی و سایر اشخاص حقوقی و حقیقی با ارائه خدمات ویژه ا قدام می‌کند.

### توسعهٔ اقتصادی فراگیر وفا
شرکت توسعه اقتصادی فراگیر وفا (سهامی خاص) در تاریخ ۲۱ شهریور ۱۳۹۶ با اهداف ورزشی، فرهنگی و آموزشی تأسیس شد. شرکت وفا تحت هلدینگ و حمایت شرکت فولاد خوزستان در حال فعالیت است. شرکت توسعه اقتصادی فراگیر وفا به عنوان بازوی عملیاتی اجرایی هلدینگ فولاد خوزستان در سه بخش آموزشی، ورزشی و فرهنگی فعالیت دارد.

### توسعهٔ اقتصادی پایدار فراگیر
فعالیت این شرکت در زمینهٔ بازرگانی، تأمین مواد اولیه، مواد مصرفی و کمکی تولید، تجهیزات و قطعات یدکی مورد نیاز کارخانجات فولاد کشور را از تولیدکنندگان و سازندگان داخلی و خارجی انجام می‌دهد. ماموریتِ این شرکت پشتیبانی و تسهیل گری در فرآیندهای تأمین، فروش و مدیریت بومی سازی قطعات و تجهیزات گروه فولاد خوزستان است.

### فرهنگی ورزشی آینده سازان فولاد خوزستان
ارائه خدمات و ایفای نقش مؤثر در ورزش قهرمانی و حرفه‌ای در قلمرو ملی و بین‌المللی به‌عنوانِ ماموریتِ این شرکت و ورزش رقابتی، زیرساخت‌های سخت‌افزار، ورزش حرفه‌ای، سرمایه‌های انسانی، درآمد زایی و آکادمی به عنوان اهداف کلان این شرکت عنوان شده است.

### توسعه معادن فولاد خوزستان
شرکت توسعه معادن فولاد خوزستان در تاریخ ۸ دی ماه ۱۴۰۰ به صورت شرکت سهامی خاص تأسیس شد. فعالیت اصلی شرکت شامل کلیه خدمات فنی و مهندسی صنعت و معدن شامل طراحی و اجرای عملیات استخراج از معادن روباز و زیرزمینی، گودبرداری، حفاری، انفجار، بارگیری و حمل مواد معدنی و باطله برداری از معادن، انجام عملیات اکتشاف معادن سطحی و زیرزمینی نقشه‌برداری، تعیین حجم‌ها، حفاری اکتشافی و … برخی از شرح وظایف این شرکت است.

### فولاد لجستیک
شرکت چند وجهی فولاد لجستیک، متخصص فرآیندهای لجستیک به‌طور خاص در حوزه حمل و نقل و زنجیره تأمین است.

## گواهی‌نامه‌ها
شرکت فولاد خوزستان موفق به کسب گواهی‌نامه‌های مدیریت کیفیت زیر شده است.
- ایزو ۹۰۰۱: ۲۰۰۰
- ایزو ۱۴۰۰۱: ۲۰۰۴
- ایزو ۲۷۰۰۱: ۲۰۰۵ (ISMS)
- OHSAS 18001: ۱۹۹۹
- ایزو ۵۰۰۰۱ (مدیریت انرژی)